# Chitty chitty beng beng
Chitty chitty beng beng is een single van Gerard Cox. De single is niet van Gerard Cox alleen.
Chitty chitty beng beng is een single afkomstig van het album met dezelfde titel. Het was een opname van de show Chitty Chitty Bang Bang naar het boek van Ian Fleming, bewerker Roald Dahl in een scenario van Ken Hughes. Philips bracht daarvan de liedjes in het Nederlands uit. Daarvan verschenen er twee op deze single:
- Chitty chitty beng beng, gezongen door Mieke Bos, Gerard Cox en De Damrakkertjes
- M’n rottinkie, gezongen door Johan Kaart, Mieke Bos, Gerard Cox en De Damrakkertjes.

Het lied Chitty chitty beng beng was ook te horen in de eerste aflevering van het jeugdprogramma Oebele. Het werd daar gezongen door Willem Nijholt, Wieteke van Dort met een koor. Het verscheen in die hoedanigheid ook op de elpee Welkom in Oebele.